# Ange (auteur)
Pour les articles homonymes, voir Ange (homonymie).
Œuvres principales
- Les Trois Lunes de Tanjor
- La Geste des Chevaliers Dragons
- Paradis perdu

Ange est le pseudonyme commun d'Anne Montenay Guéro, née le 24 novembre 1966 à Tours, et de Gérard Guéro, né le 14 février 1964 à Clamart. Ils écrivent des romans ainsi que des scénarios de bandes dessinées et développent des jeux de rôle. Leur univers s'inspire largement de l'heroic fantasy et du thriller fantastique.

## Biographie

### Pseudonymes
Le nom d'« Ange » est un mot-valise constitué des premières lettres de leurs prénoms : Anne et Gérard Guéro. Ce couple d'auteurs est aussi connu sous le nom de G. E. Ranne (Ger + Anne) et de G.-Elton Ranne

### Carrière
Les deux auteurs se sont rencontrés en 1984 dans une librairie parisienne. Après avoir un temps dirigé les magazines Casus Belli et Plasma, le duo Ange se tourne vers l'écriture, d'abord avec Érik Juszezak pour Les Crocs d'ébène (Glénat, 1988) et Les Héritiers (Vents d'Ouest, 1990-1991). En parallèle, le duo publie des romans. Après la rencontre avec le dessinateur Alberto Varanda, le couple s'investit dans la bande dessinée. À partir de cette rencontre, le duo entreprend Reflets d'écume (1994-1995), Bloodline (1997-1999) et, à partir de 1998, La Geste des chevaliers dragons, à laquelle de nombreux dessinateurs participent. En 1999, le duo débute Némésis, puis Tower. En 2001, le tandem publie Paradis perdu et La Cicatrice du souvenir, ainsi que Khatedra. L'année suivante voit l'inauguration de la série Le Collège invisible. Ange reprend partiellement, à partir de 2003, l'écriture de Kookaburra Universe. En 2003, le couple travaille sur Le Souffle - De feu et de sang, puis Babel l'année suivante. Le duo signe, sous le pseudo Gaby, la série Les Blondes, qui génère « un incontestable phénomène éditorial ». En 2006, Ange publie La Porte des mondes ainsi que Les Cancres et reprend Paradis perdu. 
Le duo porte ses activités dans le genre médiéval-fantastique, ainsi que dans l'écriture de scénarios de bande dessinée. Ils ont également écrit des scénarios de jeu de rôle, notamment pour In Nomine Satanis/Magna Veritas et Bloodlust.
Ils ont aussi utilisé le pseudonyme Ange pour écrire le roman de science-fiction pour la jeunesse L'Œil des Dieux ainsi que d'autres romans.

## Œuvres

### Romans
- Les trois lunes de Tanjor : trilogie de romantic fantasy
  1. Le Peuple turquoise
  2. La Flamme d'Harabec
  3. La Mort d'Ayesha
- Le Grand Pays - La légende des tueuses-démon : saga fantasy parue en octobre 2008 aux éditions Bragelonne (un deuxième tome, La Reine au Loin, était prévu en 2011)
- Sang Maudit : paru en août 2017, éditeur Castelmore

#### Romans jeunesse
- L'Œil des dieux, paru en octobre 2000
- L'arche de Noa, publié en novembre 2008 aux éditions Intervista
- À mille miles de toute terre habitée, sorti en octobre 2008 aux éditions Syros
- Le Très Grand Vaisseau, janvier 2010, éditions Syros Jeunesse
- Toutes les vies de Benjamin, janvier 2011, éditions Syros
- Shift, ici s’arrête la réalité : paru en novembre 2011 aux éditions Intervista

#### Sous le pseudonymeG.E. Ranne
- Le silence est d'or, Asmodée
- Un regard vertical, Asmodée
- La Mâchoire du dragon, paru en 1996 et réédité en 2015, éditions Fleuve noir
- Chute libre, paru en 1997 aux éditions Fleuve noir
- Il était trois petits enfants, nouvelle

### Bandes dessinées
- Ange & Démons
- Babel
  1. Le chemin des étoiles
  2. Au-delà de l'horizon
- Belladone
  1. Marie
  2. Maxime
  3. Louis
- Bloodline
  1. Lune rouge
  2. La traque
  3. Passé recomposé
  4. Entre les mondes
- Chevaliers Dragons
  1. Chevaliers Dragons
- La Cicatrice du souvenir
  1. Les évadés de Kanash
  2. Le cristal de Baïn
  3. Le livre d'Erkor
- Le Collège invisible
  1. Cancrus supremus
  2. Furor draconis
  3. Astrallum
  4. Duelum magickum
  5. Gestus collegiem
  6. Galactus destructor
  7. Retournum à la terrum
  8. Lostum
  9. Rebootum generalum
  10. Tyrannum et Mutatis
  11. Sacretum Graalus
  12. Grandum Ilusionum
  13. Quarantum Voleurem
  14. Burnem Witchae Burnem
  15. Bouquetus Finalum

- Les Crocs d'ébène (sous le pseudonyme de G.E. Ranne)
  1. L'ère du dragon
- La Geste des Chevaliers Dragons

- Les Héritiers (sous le pseudonyme de G.E. Ranne)
  1. Par delà les montagnes
  2. Dans les brumes du lac
- Khatedra
  1. Le voyage[3]
  2. Sans retour
- Kookaburra Universe
  1.  Taman Kha
  2. Mano Kha
- Marie des dragons
  1. Armance
  2. Vengeances
  3. Amaury
  4. William
  5. Les Quatre
- Mon dragon et moi
  1. Bienvenue à jolie ville
  2. Les entrailles de jolie ville
- Némésis
  1. Level Eleven
  2. Babalon Working
  3. Critical Mass
  4. Nanotech
  5. Terminal Crash
  6. Rebirth
- Paradis perdu
  1. Enfer
  2. Purgatoire
  3. Paradis
  4. Terres
- Paradis perdu - Psaume 2
  1. L'évangile selon Jacob
  2. Chute libre
  3. Au sud d’Éden
  4. Fins
- Polnareff - Suite de bulles[4]
- La Porte des mondes
  1. La muraille
  2. La clef
- Reflets d'écume
  1. Naïade
  2. Noyade
- Le Souffle
  1. De feu et de sang
- Tibill le Lilling
  1. Salade d'Ortiz
  2. Mata a ri
- Tower
  1. Ouverture
  2. Le sacrifice du fou[5]

## Distinctions
Le roman Sang Maudit remporte le Grand Prix de l'Imaginaire du roman jeunesse francophone 2018.